# Guanajuato
Pour l'état, voir Guanajuato (État).
Guanajuato est la capitale de l'État homonyme, au Mexique. D'une population d'environ 194 500 habitants, elle est située à environ 300 kilomètres au nord-ouest de Mexico.
Ancienne ville minière, elle est aujourd'hui connue pour son centre historique classé au patrimoine mondial de l'humanité par l'UNESCO, son centre de recherche en mathématiques (le Centro de Investigación en Matemáticas, ou CIMAT), ses momies et son université. Chaque année à l'automne, elle est le siège du Festival culturel international de Cervantino.

## Histoire
La découverte du gisement d'argent de Guanajuato eut lieu en 1558 et fut effectuée par des muletiers, à mi-chemin entre Mexico et Zacatecas. Le nouveau site minier fait alors un peu d'ombre à Taxco.
Guanajuato fut le lieu de naissance, le 8 mai 1753, de Miguel Hidalgo y Costilla, père de l'indépendance du Mexique. Il appela le soir du 15 septembre 1810 à lancer l'insurrection sans délai. Les cloches de l'église appelèrent la population et Hidalgo leur demanda de se joindre à la lutte contre le gouvernement de Joseph Bonaparte par le fameux Grito de Dolores (Cri de Dolores) : « ¡Viva la Virgen de Guadalupe! ¡Viva Fernando VII! ¡Abajo el mal gobierno! » (« Vive Notre-Dame de Guadalupe ! Vive Ferdinand VII considéré par les créoles comme le roi légitime) ! À bas le mauvais gouvernement ! »). La foule répondit avec enthousiasme et marcha sur Guanajuato, où les mineurs se joignirent aux habitants de Dolores dans le massacre des Espagnols et des créoles partisans de la colonie ainsi que de nombreux innocents, femme et enfants qui s'étaient réfugiés dans un magasin à grain l'Alhóndiga de Granaditas. Depuis Guanajuato, 80 000 indépendantistes, encadrés par des militaires  de carrière (régiments de Valladolid et de Celaya), mais très désordonnés et sans artillerie, marchèrent sur Mexico en octobre 1810, après avoir rallié et pris Zacatecas, San Luis Potosí, et Valladolid.
Après l'indépendance du Mexique, Augustin Ier du Mexique se déchire avec ses rivaux. Le 19 mars 1823, il accepte de quitter le pays sans combat, contre une pension, et l'État de Guanajuato, enfin pacifié, dépose sa constitution en avril 1824, assurant une stabilité politique. Guanajuato accueille la Compagnie anglomexicaine, qui devint adjudicataire en 1824, d'une série de mines qui avaient besoin de réparer les dommages causés par un long abandon. Cotée à la Bourse de Londres, elle va contribuer à la renaissance des mines d'argent au Mexique et détient quatre mines dans le district de Guanajuato: (Valenciana (la plus riche), Serena, (dont elle avait le tiers en propriété), Santa-Rosa et Guadalupe). Le Mexique produisait alors la moitié des 8,5 millions de livres sterling de minerai, extraits annuellement de l'Amérique latine, grâce à un petit nombre de mines, en général des mines d'argent. Le pays exporte de l'argent et importe du coton venu de Manchester où les premiers entrepreneurs du coton britannique le produisent beaucoup moins cher. En 1827, la région de Guanajuato a ainsi vu la production de ses cinq usines de coton mexicaines diminuer régulièrement depuis déjà 15 ans. La ville ne comptait pas d'école en 1824 mais deux en 1826 après l'arrivée des anglais. Huit mois seulement après le boom qui leur permet de se relancer, elles subissent pour la plupart la crise boursière de 1825 à la Bourse de Londres.

## Culture
Le Festival Internacional Cervantino (FIC), populairement connu comme le « Cervantino », se tient chaque année à Guanajuato. Le festival est né au milieu du XXe siècle, quand ont jouait encore des pièces de théâtre de Miguel de Cervantes dans les rues de la ville. En 1972, avec le soutien du gouvernement fédéral, ont été ajoutées des attractions plus traditionnelles pour donner au festival une dimension internationale. Le festival a grandi depuis lors pour devenir l'un des quatre plus grands festivals de son genre dans le monde[réf. nécessaire].

## À voir
- Le théâtre Juárez
- Le Jardin Unión
- L'Université de Guanajuato
- Le marché Hidalgo

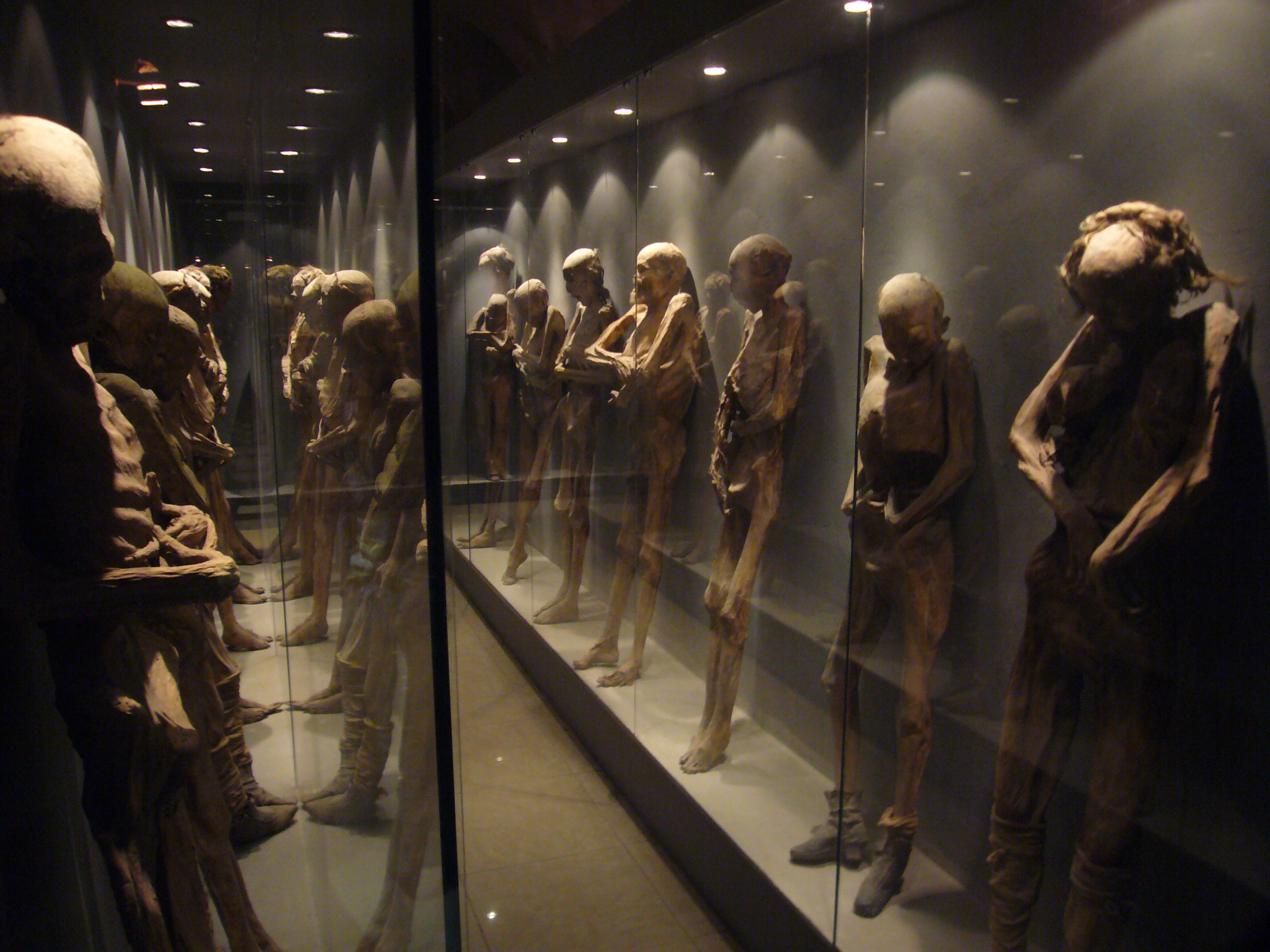
Les momies de Guanajuato (2008).

- Les ruelles (callejones) du centre historique et le Callejón del Beso
- L'Alhóndiga de Granaditas
- La Basilique de Notre Dame de Guanajuato
- L'église de San Cayetano et la mine de la Valenciana
- Le monument à Cervantes
- Le musée des momies

## Personnalités
- 8 décembre 1886, naissance de Diego Rivera, peintre et muraliste mexicain.

## Jumelages
- Avignon (France)
- Québec (ville) (Québec)
- Ashland (Oregon) (États-Unis)
- Acapulco (Mexique)

## Galerie

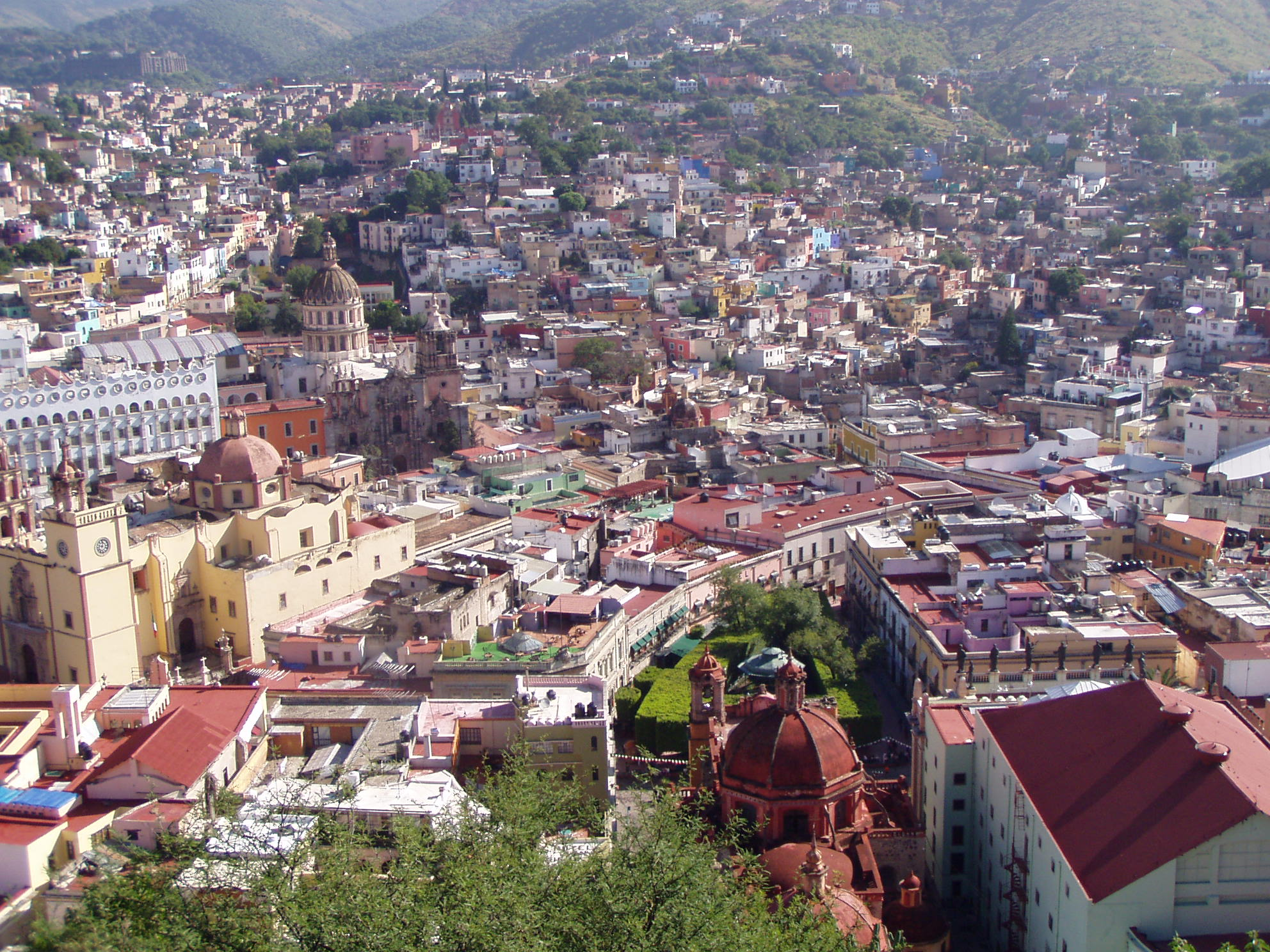
Centre historique
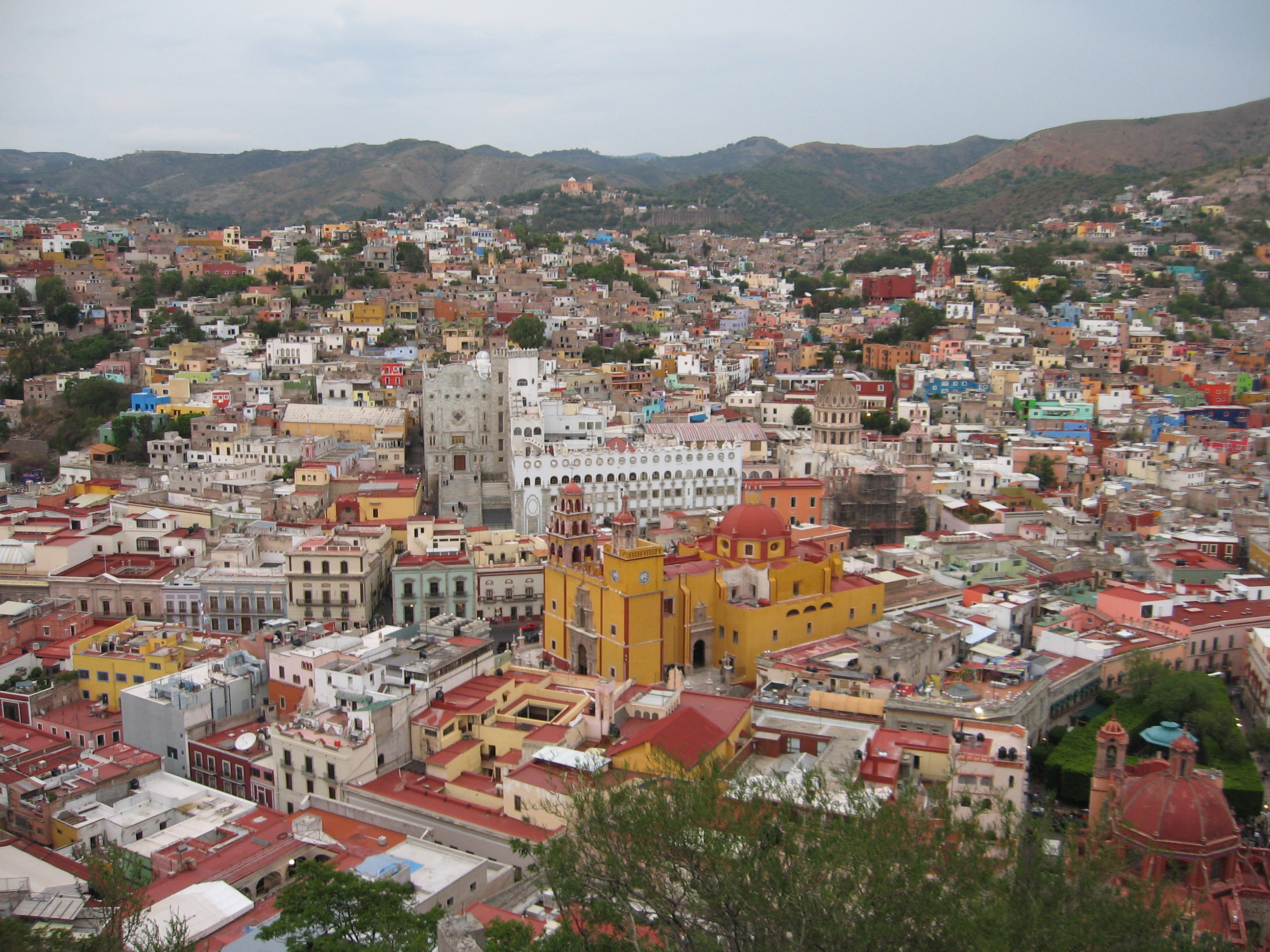
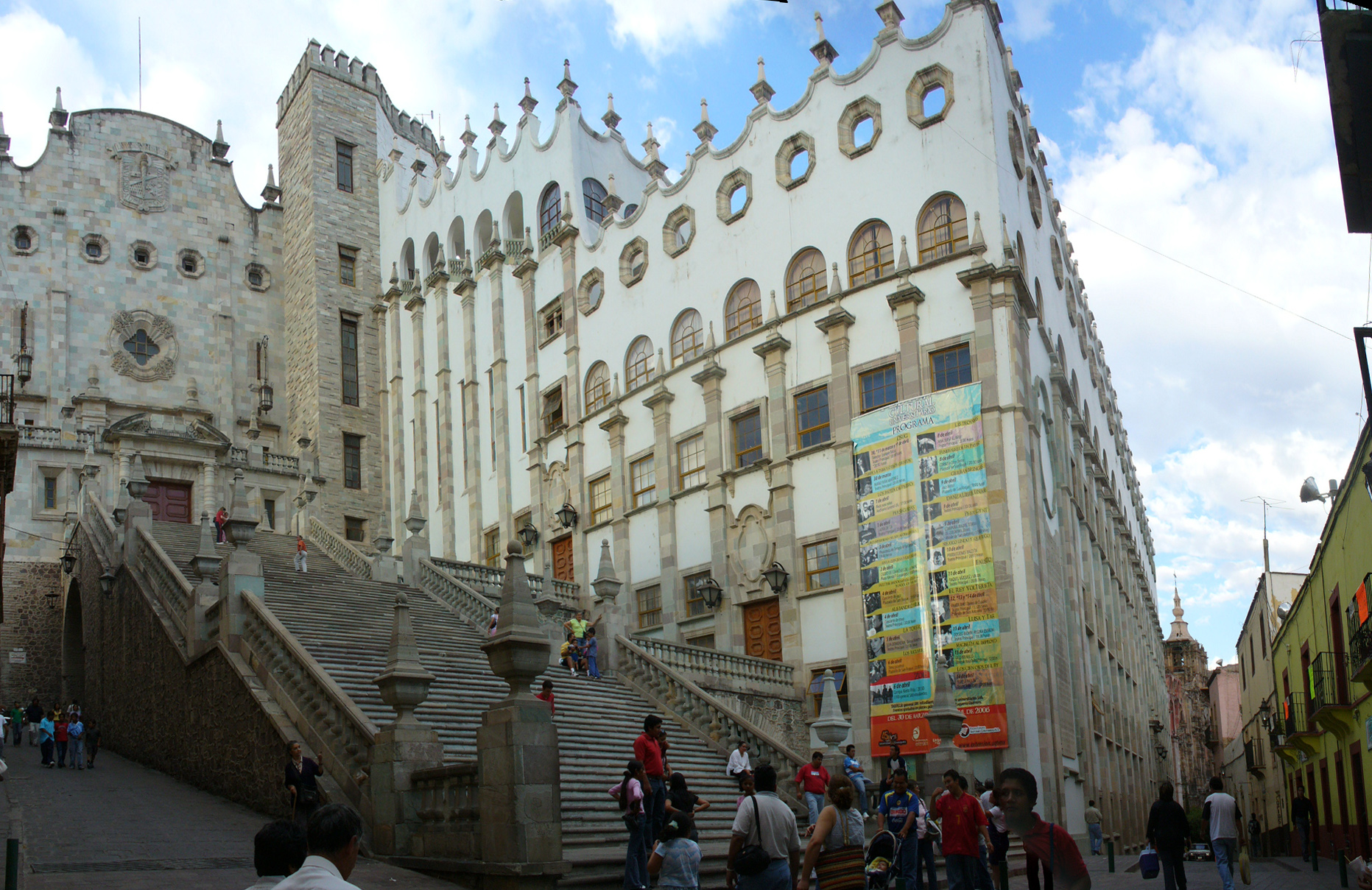
L'université
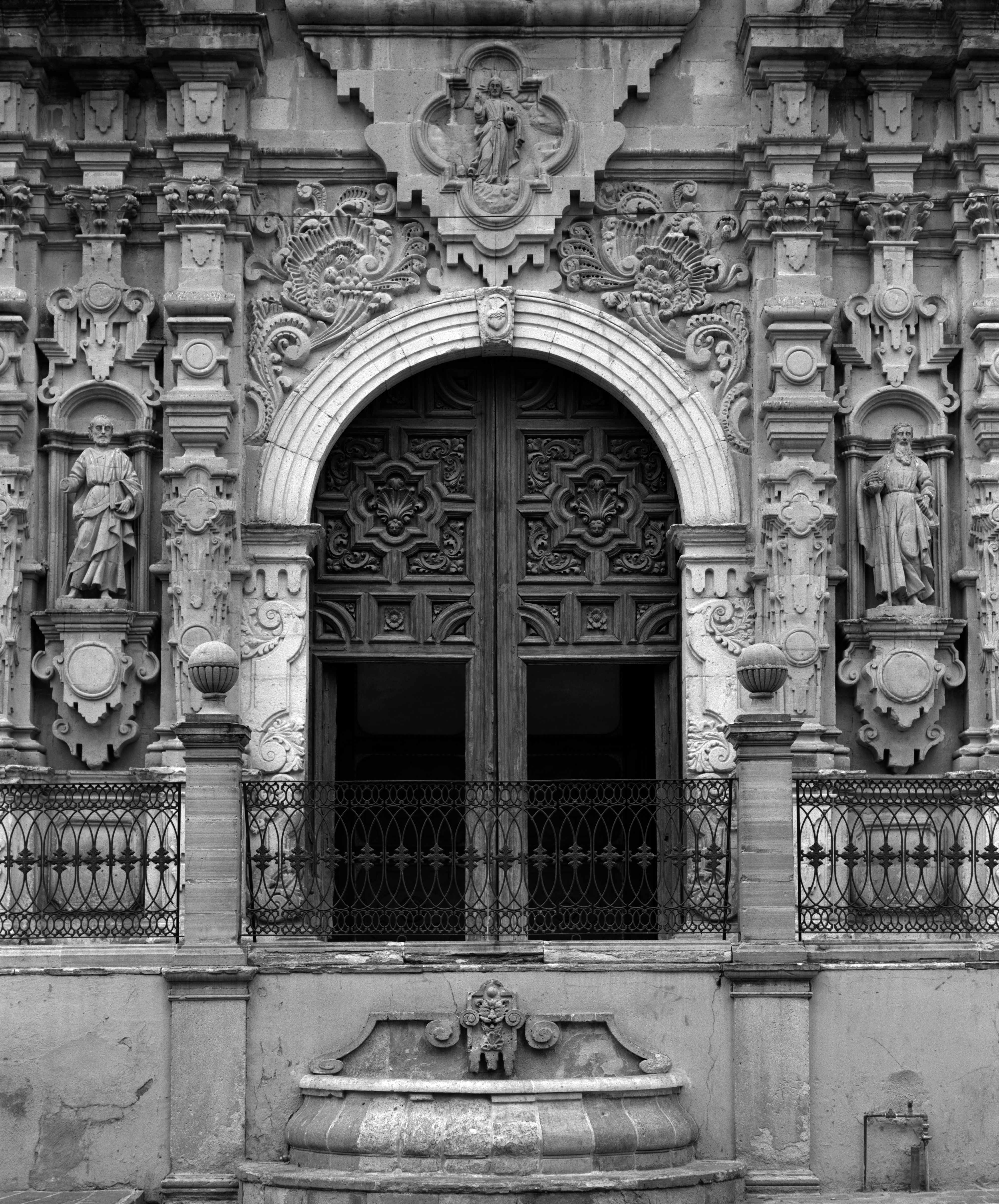
L'église San Francisco
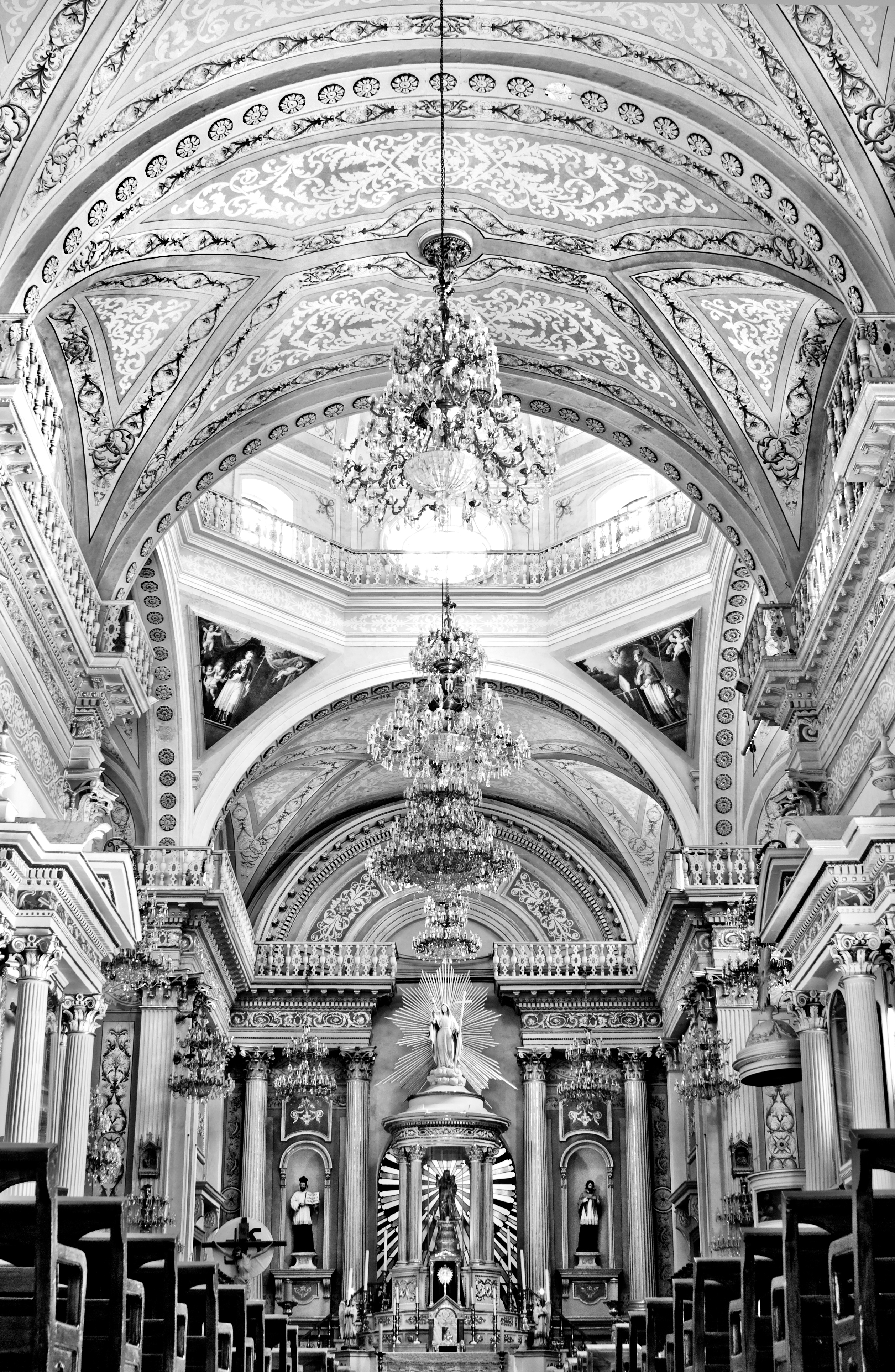
La Basilique de Notre Dame de Guanajuato

## Anecdote
Guanajuato est la ville principale du jeu vidéo Forza Horizon 5.[réf. nécessaire]